# 許士文
許士文（朝鮮語: 허사문）は、高麗の功臣であり、朝鮮の氏族の泰仁許氏の始祖である。
金官加羅国の初代王首露王の妃のサータヴァーハナ朝の王女許黄玉の30代子孫である。
許士文は高麗太祖王建の忠臣であり、詩山君に封じられた。
6代子孫の許褒は高麗時代に奇川県令、豊海道観察使を務めた。